# Rhopalophora prorubra
Rhopalophora prorubra es una especie de escarabajo longicornio del género Rhopalophora, categorizada en la tribu Rhopalophorini, de la subfamilia Cerambycinae. Fue descrita por Knull en 1944.

## Descripción
Mide 5-8 mm de longitud.

## Distribución
Se distribuye por América del Norte: Estados Unidos y México.